# Олейниченко, Галина Васильевна
Галина Васильевна Олейниченко (23 февраля 1928, село Куртовка, Яновский район, Одесский округ, УССР — 13 октября 2013, Москва) — советская и российская оперная певица, солистка Большого театра, преподаватель, народная артистка РСФСР (1964).

## Биография
Галина Васильевна Олейниченко родилась 23 февраля 1928 года в селе Куртовка (ныне село Новоукраинка Раздельнянского района Одесской области). С раннего детства занимаясь по классу арфы в Специальной детской музыкальной школе-десятилетке им. П. С. Столярского, затем на вокальном отделении Одесского музыкального училища.
В 1953 году окончила Одесскую консерваторию (класс Н. А. Урбан). Будучи студенткой в 1952 году дебютировала на сцене Одесского театра оперы и балета, в котором была ведущей солисткой (1952—1955). В 1955—1957 годах была солисткой Киевского театра оперы и балета. В 1957 году вошла в труппу Большого театра, где выступала почти четверть века. Была колоратурная звезда Большого театра 1960—1970-х годов.
Кроме театрального репертуара участвовала в концертах с камерной классикой, исполняла украинские народные песни. Много сотрудничала с Ансамблем скрипачей Большого театра под управлением Юлия Реентовича, выступала в его составе в СССР и гастролировала за границей. Голос Галины Олейниченко звучит в фильмах-операх «Иоланта» П. Чайковского, «Царская невеста» Н. Римского-Корсакова, «Музыка Верди» (дирижёр Е. Светланов, режиссёр В. Гориккер), «Севиль» Ф. Амирова (дирижёр Ниязи, режиссёр В. Гориккер).
После ухода из театра в 1981 году работала преподавателем (с 1999 года — профессор) Российской академии музыки имени Гнесиных, сотрудничала с фондом «Новые имена».
Умерла 13 октября 2013 года в Москве на 86-м году жизни. Похоронена на Троекуровском кладбище.

## Оперные партии
- 1958 — «Риголетто» Дж. Верди — Джильда
- 1958 — «Травиата» Дж. Верди — Виолетта
- 1958 — «Руслан и Людмила» М. Глинки — Людмила
- 1958 — «Её падчерица» Л. Яначека — Каролка
- 1959 — «Сказка о царе Салтане» Н. Римского-Корсакова — Царевна-Лебедь
- 1959 — «Её падчерица» Л. Яначека — Янек
- 1959 — «Иван Сусанин» М. Глинки — Антонида
- 1959 — «Севильский цирюльник» Дж. Россини — Розина
- 1960 — «Садко» Н. Римского-Корсакова — Волхова
- 1961 —  «Снегурочка» Н. Римского-Корсакова — Снегурочка
- 1961 — «Судьба человека» И. Дзержинского — Зинка
- 1962 —  «Повесть о настоящем человеке» С. Прокофьева — Ольга
- 1962 —  «Царская невеста» Н. Римского-Корсакова — Марфа
- 1964 — «Октябрь» В. Мурадели — Лена
- 1964 — «Сон в летнюю ночь» Б. Бриттена — Титания
- 1967 — «Свадьба Фигаро» В. А. Моцарта — Сюзанна
- 1967 — «Неизвестный солдат» К. Молчанова — Вокализ
- 1969 — «Пиковая дама» П. Чайковского — Прилепа
- 1969 — «Сказание о невидимом граде Китеже и деве Февронии» Н. Римского-Корсакова — Сирин

## Дискография
Среди немногочисленных записей певицы выделяется запись оперы «Сказка о царе Салтане» Н. Римского-Корсакова (партия Царевна-Лебедь).

## Озвучивание
Голос певицы звучит в художественных кинофильмах:
- 1963 — «Иоланта» (фильм-опера, вокальная партия Иоланты)
- 1965 — «Царская невеста» (фильм-опера, вокальная партия Марфы).

## Награды
- I премия конкурса вокалистов Всемирного фестиваля молодёжи и студентов в Бухаресте (1953).
- I премия Всесоюзного конкурса вокалистов в Москве (1956).
- I премия и Гран при Международного конкурса вокалистов в Тулузе (1957).
- Заслуженная артистка РСФСР (15.09.1959).
- Народная артистка РСФСР (1964).
- Орден Трудового Красного Знамени (25.05.1976)[2].